# Areia cantora

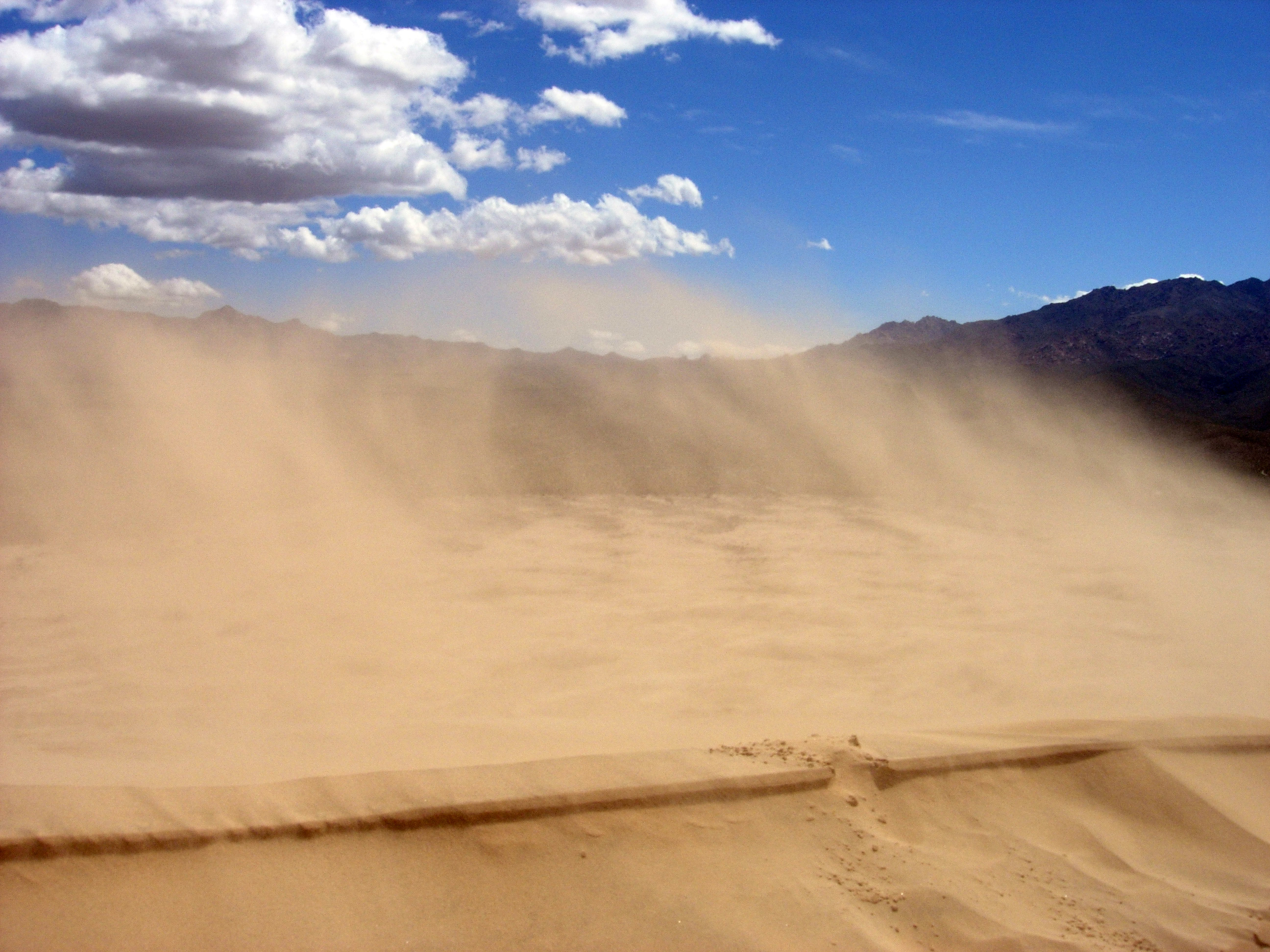
Duna Kelso, Califórnia

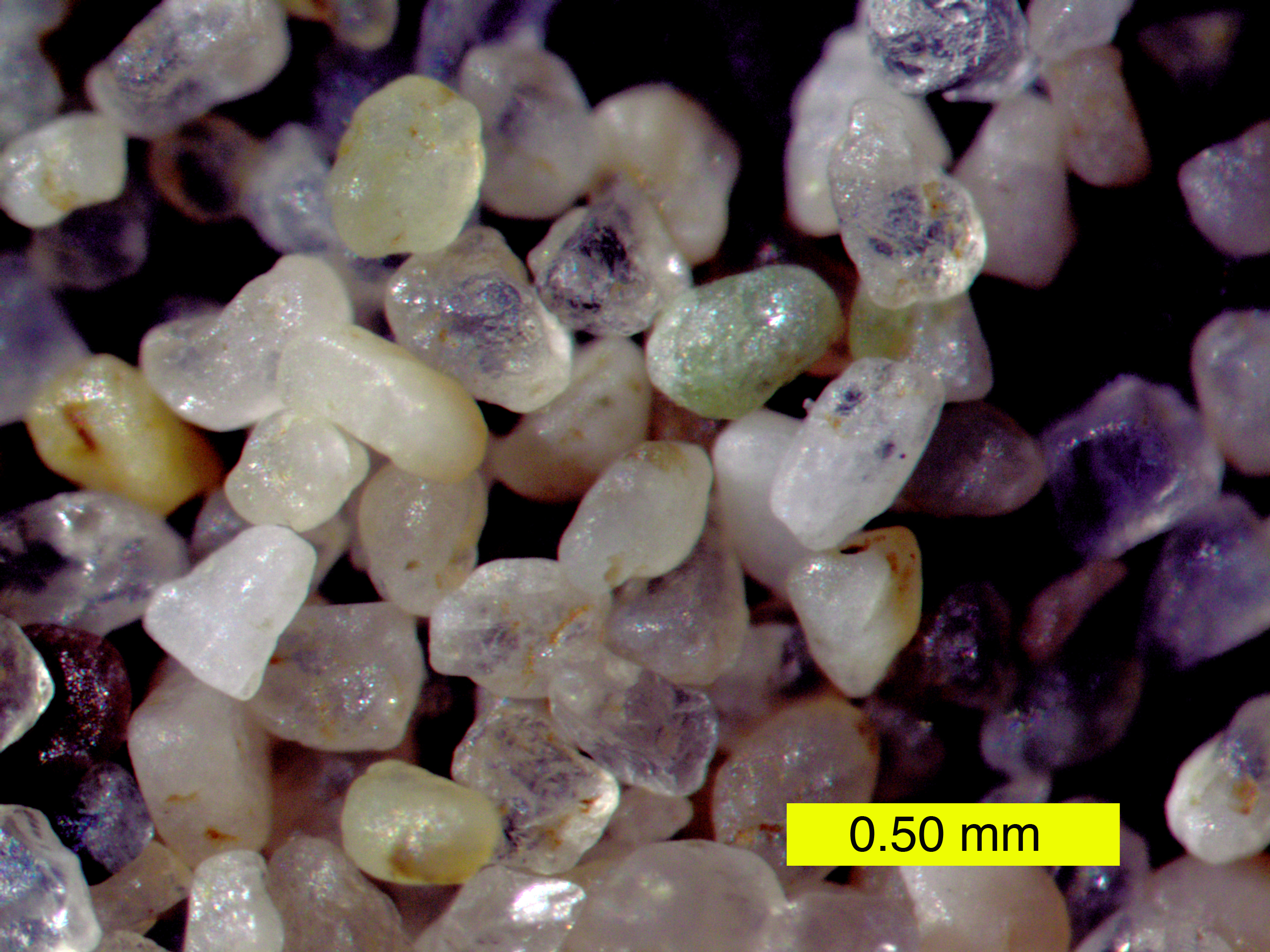
Areia da Duna Kelso

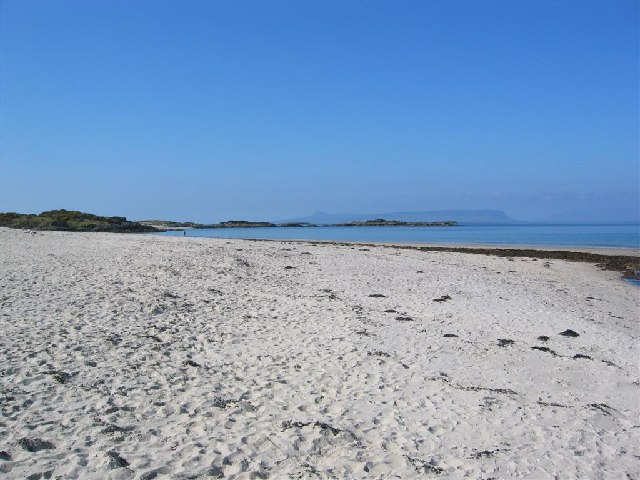
Praia Camusdarach, Ilha Eigg.

A areia cantora é areia que produz som, que parece está cantando ou chiando. A emissão sonora pode ser causada pelo vento passando por dunas, ao caminhar sobre a areia ou ao esfregar com as mãos.
Certas condições que favorece o canto da areia:
- A areia deve ter entre 0,1 e 0,5 mm de diâmetro;
- A areia deve conter sílica;
- A areia precisa ter uma certa umidade.

A frequência mais comum do som emitido pela areia chega cerca de 450 Hz. Esse som pode durar até 15 minutos e ser ouvido até 10 km de distância.
Existem várias teorias sobre o mecanismo da areia cantora. Alguns propõem que a frequência do som é controlado pela taxa de cisalhamento. Outros sugerem que a frequência de vibração está relacionada com a espessura da camada de superfície seca de areia. As ondas sonoras batem de frente e de trás, 100 vezes por segundo, entre a superfície da duna e da superfície da camada úmida criando uma ressonância que aumenta o volume do som. O ruído pode ser gerado pelo atrito entre os grãos ou pela compressão do ar entre eles.
A areia cantora é um fenômeno sonoro natural que atinge até 105 decibéis que ocorre em cerca de 35 desertos ao redor do mundo. A emissão sonora é geralmente desencadeada pelo vento passando por cima das dunas ou por alguém andando perto do topo.
Exemplos de lugares que possuem a areia cantora são as Dunas Californienses, Dunas de Warren em Michigan, Montanha de areia em Nevada, Dunas Booming no Deserto da Namíbia, Porth Oer em Gales, dunas de Indiana, Barking Sands, no Havaí, e Praia cantora em Massachusetts, Monte de Areia Cantante e deserto de Badain Jaran, na China. Também perto da base militar no sudoeste de Doha, no Qatar, e Naqous Gebel no Sul do monte Sinai.
Desde o século XIX, as descobertas dessa areia foram relatadas por cientistas e pesquisadores em muitas partes do mundo. Charles Darwin durante a sua viagem do navio Beagle em 1832, fez comentários sobre este tipo de areia no Rio de Janeiro e certas dunas do Chile.
Infelizmente, as praias de areia cantora no Brasil e no Japão de hoje devido à poluição têm sido transformadas em um silêncio e fez perder seu canto. O som incrível inicial era de fato um resultado da pureza da areia. Alguns dizem que a praia de areia cantora mais famosa é a única situada na Ilha Eigg, na Escócia.